# Magyarszentmiklós
Magyarszentmiklós község Zala vármegyében, a Nagykanizsai járásban.

## Fekvése
A Zalai-dombságban fekszik, az Egerszeg–Letenyei-dombság területén.
A közvetlenül határos települések: észak felől Magyarszerdahely, kelet felől Újudvar, dél felől Fűzvölgy; nyugatról az amúgy jóval délebbre fekvő Homokkomáromhoz tartozó külterületek határolják.
A legközelebbi város Nagykanizsa, körülbelül 14 kilométerre dél-délkeleti irányban.

### Megközelítése
Közvetlenül a 74-es főút mellett fekszik, ezen érhető el Nagykanizsa és a megyeszékhely, Zalaegerszeg felől is. Északi szomszédjával egy számozatlan önkormányzati út köti össze.

## Története
Magyarszentmiklós és környéke az őskortól kezdve lakott hely volt. Területén bronzkori, késő vaskori és római korból származó leleteket tártak fel a régészek. Neve először 1278-ban egy személynévben tűnt fel, Szentmiklósi Jakab mester fia János nevében. Később 1320-ban tűnt fel ismét az írásos forrásokban Zentmiclos alakban, mint a Bikács nemzetség birtoka, akik a birtok felét 1358-ban eladták Kanizsai János mesternek 20 márkáért.
1531-ben Zenthmyklos, 1599-ben Puztha Zentmiklos, 1744-ben Szent Nicolo, 1750-53 között Sváb Szent Miklós, 1790-ben Német SzentMiklós, 1913-ban Magyarszentmiklós néven volt ismert. 1420-ban a Csapi és a Szentgyörgyi családé. A 15. század közepétől a Damonyai család birtokában volt. 1548-ban Damonyai Péter birtoka, aki előző évi török fogsága miatt elzálogosította a falut, váltságdíja kifizetése végett. A 16. század elején népes falu volt, birtokosai ekkor: Kaczor, Semjén, Petri, Kovács, Zyly, Dely családok. A török idők alatt többször is pusztítás érte, 1548-ban a törökök teljesen felégették, még az állatokat is elhajtották. Az 1570. évi török támadás után egy ideig csak mint puszta volt említve. Területét milejiek bérelték évi cenzusért. Keresztény földesura Lőrinte János volt, de ő 1685-ben elzálogosította, majd örökül adta Pacsay Zsuzsannának, aki 1692-ben örök áron eladta. 1700-ban báró Schenkendorf, a kanizsai vár kapitánya birtokában volt. Az 1700-as évek elején több tulajdonosa is volt, míg végül Mária Terézia adománya folytán gróf Batthyány Lajos tulajdonába került, aki a homokkomáromi uradalomhoz csatolta, annak része maradt 1848-ig.
1744-ben Koblenzből érkezett svábokat telepítettek a faluba, akik a jobbágyi kötöttségektől mentes, szabad költözésű polgárok voltak. A Mária Terézia-féle urbárium idején a falu III. osztályú. 1782-ben 259 lélek élt itt, temploma, papja nem volt. 1828-ban 41 házban 378, 1832-ben 408 lakosa volt.
Az 1848–49-es forradalom és szabadságharc idején a falu iskolájában magyar és német nyelven folyt az oktatás, télen 84, nyáron 51 tanulója volt. Ekkor 16,5 jobbágytelek volt a faluban és  27 zsellér élt itt. A népesség 1930-ig lassú ütemben nőtt, azóta csökkent. Arányaiban magas volt az írni-olvasni tudók száma is. 1935-re már a lakosság színmagyar és római katolikus volt.

## Közélete

### Polgármesterei
- 1990–1994: Schindlberger János (független)[3]
- 1994–1998: Schindlberger János (független)[4]
- 1998–2002: Németh Lajos (független)[5]
- 2002–2006: Németh Lajos (független)[6]
- 2006–2010: Ifj. Horváth Zoltán (független)[7]
- 2010–2014: Horváth Zoltán (független)[8]
- 2014–2015: Horváth Zoltán (független)[9]
- 2016–2019: Szabó Krisztián (független)[10]
- 2019–2024: Szabó Krisztián (független)[11]
- 2024– : Szabó Krisztián (független)[1]

A településen 2016. január 10-én időközi polgármester-választást (és képviselő-testületi választást) tartottak, az előző képviselő-testület néhány hónappal korábban kimondott önfeloszlatása miatt. A választáson az addigi polgármester is elindult, de (mindössze 28,57 %-os eredményt elérve) jócskán alulmaradt egyetlen kihívójával szemben.

## Népesség
A település népességének változása:
| Lakosok száma | 255  | 251  | 248  | 223  | 225  | 230  | 235  |
|               | 2013 | 2014 | 2015 | 2021 | 2022 | 2023 | 2024 |

A 2011-es népszámlálás idején a nemzetiségi megoszlás a következő volt: magyar 71,25%, német 28,1%. A lakosok 75,3%-a római katolikusnak,  1,57% felekezeten kívülinek vallotta magát (21,2% nem nyilatkozott).
2022-ben a lakosság 91,1%-a vallotta magát magyarnak, 27,6% németnek, 2,7% egyéb, nem hazai nemzetiségűnek (8,9% nem nyilatkozott; a kettős identitások miatt a végösszeg nagyobb lehet 100%-nál). Vallásuk szerint 57,8% volt római katolikus, 0,9% református, 5,3% egyéb katolikus, 5,8% felekezeten kívüli (30,2% nem válaszolt).

## Nevezetességei
- Szent Kereszt felmagasztalása templom
- Régi tűzoltó kocsi